# Anita Hugi
Anita Hugi (* 1975 in Grenchen) ist eine Schweizer Autorin, Produzentin, Journalistin, Redaktorin, Filmemacherin und Festivaldirektorin. Sie war von 2006 bis 2016 verantwortliche Redaktorin des Dokumentarfilmprogramms Sternstunde Kunst von SRF, von 2016 bis 2018 Programmdirektorin des Festival International du Film sur l’Art (FIFA) in Montreal (Kanada) und von August 2019 bis August 2021 Direktorin der Solothurner Filmtage. Seit September 2023 ist sie Leiterin des Departements Film an der Genfer Hochschule für Kunst und Design (Haute école d'art et de design).

## Werdegang
Anita Hugi erlebte die frühe Kindheit im französischsprachigen Vauffelin im Jura-Gebirge und absolvierte ihre Schulzeit im zweisprachigen Biel. Sie studierte Übersetzungswissenschaften an der Zürcher Hochschule für Angewandte Wissenschaften (ZHAW) in Zürich und Strassburg mit einem Nachdiplom in Kulturkritik und Journalismus.
Sie arbeitete ab 1999 als freie Mitarbeiterin für verschiedene Schweizer Medien wie Der Bund, St. Galler Tagblatt, Basler Zeitung, Klartext, NZZ am Sonntag und WOZ Die Wochenzeitung und wurde 2005 verantwortliche Redaktorin der Sternstunde Kunst von Schweizer Radio und Fernsehen (SRF). Zwischen 2005 und 2016 programmierte, produzierte und begleitete sie mehr als 130 Schweizer Produktionen, auch die Filmreihe Cherchez la femme mit Filmen zu Sophie Taeuber-Arp, Meret Oppenheim, Manon und S. Corinna Bille, und initiierte den Filmentwicklungspreis Perspektive Sternstunde Kunst, der seit 2013 an den Solothurner Filmtagen verliehen wird. Als verantwortliche Redaktorin der Sternstunde Kunst begleitete und programmierte sie über 600 internationale Filmproduktionen, zuletzt u. a. Filme zu Werk und Leben der Filmemacherin Marceline Loridan-Ivens, der Fotografin Dora Maar oder der Designerin Charlotte Perriand.
Im Juni 2016 übernahm sie die Programmdirektion des Festival International du Film sur l’Art (FIFA) in Montréal (Kanada) und am 1. August 2019 die Direktion der Solothurner Filmtage, der Werkschau des Schweizer Films. Im August 2021 wurde sie gegen ihren Willen als Direktorin der Solothurner Filmtage abgelöst. 2022 übernahm sie die Leitung des Fachbeirats Kultur des Schweizer Landesausstellungsprojekt Svizra27.
Als Journalistin und Herausgeberin veröffentlichte sie 2009 zusammen mit der Künstlerin Lena Eriksson und der Journalistin Judith Stofer das digitale Online-Magazin Neuland Magazin. Von 2005 bis 2019 war sie im Vorstand der Freien Berufsjournalistinnen und -journalisten Zürich (FBZ), wo sie 2010 den «Preis für unabhängige Journalisten» initiierte und veranstaltete.

## Wirken
Grundsätzlich interessiert sie sich als Autorin, Kuratorin und Produzentin für filmische Erzählformen, auch neue und interaktive, wie sie die neuen Technologien möglich machen. Diese Unternehmen verfolgt sie mit ihrer Firma Narrative Boutique und eigenen Projekten wie den interaktiven Dokprojekten Die rote Hanna im Jahr 2018, DADA-DATA, das sie zusammen mit David Dufresne 2016 realisiert hat und das unter anderem mit dem Grimme Online Award ausgezeichnet wurde, oder 2015 dem Filmessay zu Undine Gruenter Undine – Das Projekt der Liebe, für den sie 2016 den LiteraVision-Fernsehpreis erhielt, und 2022 den Dokumentarfilm Heidis Alptraum. Sie ist als Jurorin und Dozentin tätig.

## Filmografie
- 2013: Der Jura tickt anders – Kultur an der Peripherie, von Anita Hugi, Christian Walther
- 2014: Lilly Keller – Pflegen Sie Ihren Garten
- 2015: Undine, das Projekt zum Lieben
- 2016: Dada Data, mit David Dufresne
- 2018: Hanna la Rouge, von Anita Hugi
- 2017: The Departed, von David Dufresne
- 2012: Sophie Taeuber Arp – Eine berühmte Fremde, von Marina Rumjanzewa, Anita Hugi
- 2016: Dada-Prinzip, von Marina Rumjanzewa  (Produktion)
- 2021: Lockdown Dada Dance, von Patrick Lindenmaier, Anita Hugi
- 2022: Marionettes in Motion, von Marina Rumjanzewa  (Produktion)
- 2022: Heidis Alptraum, mit Yoichi Kotabe, Petra Volpe und Marthe Keller